# Colias pseudochristina
Colias pseudochristina är en fjärilsart som beskrevs av Ferris 1989. Colias pseudochristina ingår i släktet Colias och familjen vitfjärilar. Inga underarter finns listade i Catalogue of Life.